# Bahnhof Rheinbach
Der Bahnhof Rheinbach ist Bahnhof am Streckenkilometer 22,0 der Voreifelbahn von Bonn nach Euskirchen. Zusammen mit der Voreifelbahn wurde der Bahnhof im Jahr 1880 von der Rheinischen Eisenbahn-Gesellschaft eröffnet. Bedient wird der Bahnhof von der S-Bahn Köln sowie von Bussen.
Neben dem Bahnhof gibt es in Rheinbach seit 2013 den Haltepunkt Rheinbach Römerkanal, der zwischen Gewerbegebieten liegt.

## Geschichte

### 19. Jahrhundert
Der Bahnhof wurde unter dem Architekten Johannes Richter während des Baus der Strecke von 1878 bis 1880 errichtet. Das Empfangsgebäude ist ein Ziegelbau, der noch weitgehend im Originalzustand erhalten ist und heute unter Denkmalschutz steht. Ein spiegelbildliches Gegenstück dazu steht in Meckenheim, besitzt aber eine andere Raumaufteilung.

### 20. Jahrhundert
Im Jahr 1907 wurde mit dem Bau des Strategischen Bahndamms begonnen. Die nie fertiggestellte Eisenbahnstrecke sollte von Wesel über Rommerskirchen, Niederaußem, Horrem, Liblar und Rheinbach bis nach Rech im Ahrtal verlaufen. Der Bahnhof Rheinbach wäre dadurch zu einem Kreuzungsbahnhof geworden. Auf der nördlichen Seite in Richtung Bonn ist der Bahndamm teilweise bis heute noch sichtbar.
Für den Güterverkehr gab es bis in die 1980er-Jahre u. a. einen privaten Gleisanschluss einer Molkerei in der Nähe des Bahnhofs. Im Güterschuppen wurde Stückgut umgeschlagen. Durch den Eisenbahnanschluss profitierte die Rheinbacher Keramikindustrie. Heute spielt der Güterverkehr auf der Voreifelbahn fast gar keine Rolle mehr.

### 21. Jahrhundert
Im September 2011 wurde das Stellwerk außer Betrieb genommen und durch das elektronische Stellwerk in Euskirchen ersetzt. Das seitdem leerstehende ehemalige Stellwerk wird seit 2017 als Bürogebäude genutzt.
Im Jahr 2014 wurden die beiden Bahnsteige neu gebaut. Die neuen Bahnsteige sind jeweils 170 Meter lang haben eine Höhe von 76 Zentimetern. Dadurch ermöglichen sie ein barrierefreies Ein- und Aussteigen. Die vorherigen Bahnsteige hatten eine Höhe von 55 Zentimetern.
Im Jahr 2020 wurde von der Stadt Rheinbach, dem NVR und der Bezirksregierung Köln beschlossen, den Bahnhof Rheinbach zu einer Mobilstation auszubauen. Dazu gehören auf der Nordseite eine neue Park&Ride-Anlage, überdachte Fahrradstellplätze und Fahrradboxen. Für eine neue Kommunikationsfläche wurden Sitzgelegenheiten und ein Getränkeautomat geplant, Gepäckschließfächer ergänzen das Angebot. Damit sollte der Bahnhof Rheinbach zur ersten von insgesamt 21 geplanten linksrheinischen Mobilstationen werden. Die Bauarbeiten für die 3,2 Mio. Euro teure Investition begannen im Dezember 2022 mit geplanter Fertigstellung Ende 2023.

Am 7. September 2023 wurde die neue Mobilstation als 100. Mobilstation im go.Rheinland-Gebiet von Viktor Haase, Staatssekretär im Ministerium für Umwelt, Naturschutz und Verkehr des Landes Nordrhein-Westfalen, Rheinbachs Bürgermeister Ludger Banken, und go.Rheinland-Geschäftsführer Norbert Reinkober eröffnet.
Die Elektrifizierung der Voreifelbahn und damit auch des Bahnhofs Rheinbach soll bis 2026 abgeschlossen sein. Nach vollständigem zweigleisigem Ausbau der Strecke Mitte der 2030er Jahre soll ein durchgängiger 20-Minuten-Takt bzw. in der Hauptverkehrszeit zwischen Bonn Hbf und Rheinbach ein Zehn-Minuten-Takt eingeführt werden.

## Ausstattung
Das Empfangsgebäude auf der südlichen Seite befindet sich mittlerweile in Privateigentum. Heute befinden sich darin u. a. ein RVK-Kundencenter, eine Bäckerei der Kette Kamps und ein Bistro.
Ebenfalls auf der südlichen Seite befinden sich der Hausbahnsteig für Züge in Richtung Bonn sowie der Bussteig, die zusammen eine 70 Meter lange Überdachung haben. Neben einer Park&Ride-Anlage befinden sich dort überdachte Fahrradstellplätze sowie ein Taxistand.
Über eine Unterführung gelangt man auf die nördliche Seite zum Bahnsteig für Züge in Richtung Euskirchen. Ebenfalls gibt es dort eine RVK-Station zum E-Bike-Verleih. Auf dieser Seite findet momentan der Ausbau zur Mobilstation statt.
Die beiden Seitenbahnsteige des Bahnhofs haben jeweils einen Fahrkartenautomaten der Deutschen Bahn und ermöglichen seit dem Umbau im Jahr 2014 einen barrierefreien Ein- und Ausstieg.
Östlich des Bahnhofes in Richtung Bonn ist die Strecke zweigleisig, westlich des Bahnhofes in Richtung Euskirchen eingleisig. Östlich des Bahnhofes ist ein Ausweichgleis vorhanden.

## Verkehr
Die dieselbetriebene S-Bahn-Linie S 23 verkehrt zu den Hauptverkehrszeiten im Viertelstundentakt zwischen Bonn Hbf und Rheinbach, sonst und zwischen Rheinbach und Euskirchen im Halbstundentakt. Stündlich fuhr die Bahn als RB 23 über die Erfttalbahn von Euskirchen weiter nach Bad Münstereifel. Aufgrund der Flutkatastrophe 2021 besteht auf der Erfttalbahn bis zu ihrer geplanten Wiederinbetriebnahme Ende 2023 ein Schienenersatzverkehr mit Bussen.[veraltet]
Betrieben wird die Linie als Teil der S-Bahn Köln von der DB Regio NRW unter der Marke Vareo.
| Linie | Verlauf | Takt                                      |
| ----- | --- | ----------------------------------------- |
| S 23  | Bonn Hbf – Bonn-Endenich Nord – Bonn Helmholtzstraße – Bonn-Duisdorf – Alfter-Impekoven – Alfter-Witterschlick – (Meckenheim Kottenforst –)* Meckenheim Industriepark – Meckenheim (Bz Köln) – Rheinbach Römerkanal – Rheinbach – Swisttal-Odendorf – Euskirchen-Kuchenheim – Euskirchen ab Euskirchen stündlich Anschluss auf SEV der RB 23 bis Bad Münstereifel; * Züge halten in Kottenforst nur stündlich und nur am Wochenende sowie an Feiertagen bei Bedarf Stand: Fahrplanwechsel Dezember 2023 | 15 min (Bonn–Rheinbach in der HVZ) 30 min |

Der Bahnhof ist auch Endhaltestelle mehrerer Buslinien in Richtung Bonn, Heimerzheim, Odendorf, Euskirchen, Bad Neuenahr und Meckenheim.
| Linie | Betreiber | Verlauf |
| ----- | --------- | --- |
| 741   | RVK       | MiKE (außer im Schülerverkehr): Rheinbach Bf – Loch – Queckenberg – Kurtenberg (– Scheuren – Maulbach – Eichen – Lanzerath – Houverath – Limbach – Wald)                                                     |
| 817   | RVK       | Abends sowie sonn- und feiertags als MiKE: Rheinbach Bf – Oberdrees – Niederdrees – Miel – (Ludendorf –) Ollheim – Mömerzheim – Straßfeld – Heimerzheim – Brenig – Bornheim – Roisdorf Bf – Bonn Tannenbusch |

## Haltepunkt Rheinbach Römerkanal
Der Haltepunkt Rheinbach Römerkanal liegt ebenfalls an der Voreifelbahn. Eröffnet wurde er zusammen mit dem Haltepunkt Bonn-Helmholtzstraße zum Fahrplanwechsel im Dezember 2013. Er liegt am östlichen Stadtrand zur Anbindung der dortigen Gewerbegebiete und besitzt zwei Bahnsteiggleise.
Eine Fußgängerunterführung verbindet die beiden barrierefreien Seitenbahnsteige über Rampen. Neben einer Park&Ride-Anlage befinden sich dort Fahrradstellplätze. 2021 wurde auch hier eine RVK-Station zum E-Bike-Verleih eröffnet. Ein Fahrkartenautomat der Deutschen Bahn ist vorhanden. Alle Züge der S 23 sowie eine Buslinie halten hier.
Namensgebend ist der sogenannte Römerkanal, eine ehemalige Wasserleitung, die in der Zeit des Römischen Reichs Trinkwasser aus der Eifel nach Köln transportierte. Ein restauriertes Teilstück davon wird hier ausgestellt.
Negativ aufgefallen ist die Haltestelle in der Vergangenheit mehrfach durch Vandalismus.